# Бесни бели мушкарац
Бесни бели мушкарац или Љути бели човек је културолошки стереотип белаца који имају конзервативне или десничарске ставове у контексту америчке и аустралијске политике, који често карактерише „противљење либералној антидискриминаторној политици“ и уверењима. Термин се обично примењује на беле мушкарце из Сједињених Држава и Аустралије. У САД, највећа уочена претња доминацији белих мушкараца је напредак белих жена и људи других раса након покрета за ослобођење жена и покрета за грађанска права из 1960-их и 1970-их, поред миграције, мултикултурализма и ЛГБТ+ права.

## САД
Термин се обично односи на политички гласачки блок који се појавио раних 1990-их као реакција на уочене неправде са којима се суочавају бели људи суочени са квотама афирмативне акције на радном месту. Љути бели мушкарци су окарактерисани као анимозитет према младима, женама или мањинама и либерализму уопште. Неки политички коментатори описали су присталице Доналда Трампа као бесне беле мушкарце. 

## Аустралија
Појавио се током савезних избора у Аустралији 1998. године. Нове политичке странке су се појавиле на изборима због већ постојећег покрета за права очева у Аустралији. Међу њима су Партија за укидање подршке породици/Породични суд и Партију за реформу породичног закона. Слично употреби термина у Сједињеним Државама, аустралијски мушкарци категорисани као љути бели мушкарци противили су се ономе што су сматрали феминистичком агендом. Ове политичке партије су настале као реакција на историјски број жена изабраних у Представнички дом. Чланице ових група су тврдиле да су се „феминисткиње учврстиле на позицијама моћи и утицаја у влади и да користе своју моћ да виктимизују мушкарце”.

## У популарној култури
Термин се примењује на оне за које се верује да се противе покрету за грађанска права и феминизму другог таласа.
Филмови Џои, Разјарени бик  Falling Down, Cobb, God Bless America, Џокер и Клинт Иствудова култна улога у Прљавом Харију као и његова улога у филму Гран Торино, описани су као филмско истраживање бесног белог мушкарца. Конкретно, о главном јунаку филма Falling Down (разведени, отпуштени радник који се случајно и избором спушта у спиралу растућег беса и насиља) нашироко је представљена као приказ представника стереотипа.
Лик Арчи Бункер из ТВ серијала Сви у породицу и Archie Bunker's Place претворио је љутог белог мушкарца у културну икону", према CBS News. Волтер Вајт у телевизијској серији Чиста хемија такође је описан као „бесни бели мушкарац“.